# طواف سلوفينيا 2015
طواف سلوفينيا (بالإنجليزية: 2015 Tour of Slovenia)‏ هو سباق دراجات هوائية أقيم بتاريخ 18–21 يونيو، تكون السباق من 4 مراحل وامتدّ لمسافة 534.8 كم بسرعة 39.024 كم/س، استغرق السباق 13 ساعة 42 دقيقة 16 ثانية.